# Resolución 752 del Consejo de Seguridad de las Naciones Unidas
La resolución 752 del Consejo de Seguridad de las Naciones Unidas fue adoptada por unanimidad el 15 de mayo de 1992. Reafirmando las resoluciones 713 (1991), 721 (1991), 724 (1991), 727 (1992), 740 (1992) 743 (1992) y 749 (1992), el Consejo de Seguridad manifestó su preocupación en relación con los combates en Bosnia-Herzegovina, exigiendo que todas las partes finalizaran los combates y respetaran el cese al fuego firmado el 12 de abril de ese año.
La resolución hizo un llamado a todas las partes para cooperar con los esfuerzos de la Comunidad Europea para lograr una solución negociada, intentando demostrar que el cambio de fronteras mediante la fuerza es inaceptable. También exigió que las unidades del ejército yugoslavo y los elementos del ejército croata se retiraran o se pusieran bajo la autoridad del gobierno de Bosnia-Herzegovina. Así mismo, la resolución exigió respeto a la integridad territorial de Bosnia-Herzegovina. Las fuerzas irregulares presentes en el territorio tendrían que ser desmanteladas y desarmadas.
Además, la resolución también hizo énfasis en la importancia de la ayuda humanitaria a la región, llamando a las partes a permitir el acceso humanitario. También pidió cooperación con la Fuerza de Protección de la ONU y la Misión de Monitoreo de la Comunidad Europea.
El fracaso en implementar esta resolución sirvió como base para posteriores sanciones contra la República Federal de Yugoslavia, comenzando con la resolución 757, adoptada pocas semanas después.